# David et Gregory Chudnovsky
Pour les articles homonymes, voir Chudnovsky.
Les frères Chudnovsky sont deux mathématiciens ukrainiens vivant depuis 1977 à New York, près de l'université Columbia : David Volfovich Chudnovsky (né le 22 janvier 1947 à Kiev) et Gregory Volfovich Chudnovsky (né le 17 avril 1952 à Kiev). Ils sont principalement connus pour leurs travaux sur le nombre π. Le résultat le plus célèbre obtenu en 1974 est celui de l'indépendance algébrique de π et de valeurs en des points rationnels de la fonction Gamma. Ils ont par ailleurs détenu, en 1994 et pour quelques mois, le record du nombre de décimales calculées de π.

## Biographie
David, le plus âgé des deux, découvre les mathématiques à Kiev en lisant un livre de Richard Courant et Herbert Robbins intitulé Qu'est-ce que les mathématiques ? Ce livre était très populaire; de nombreuses éditions illégales circulaient à l'époque en URSS et en Chine.
Ce livre incite David et Gregory à devenir mathématiciens. À 16 ans, Gregory publie dans Soviet Mathematics un article concernant la théorie des expressions infiniment longues. En 1970, à 17 ans, il donne une solution du dixième problème de Hilbert en prouvant l'indécidabilité des équations diophantiennes, peu après celle d'un autre jeune mathématicien, Youri Matiiassevitch. Ce dernier a reconnu plus tard que la méthode de Chudnovsky était préférable. Après avoir achevé leurs thèses à l'université d'État de Kiev, les frères Chudnovsky publient des articles ensemble.
Gregory est atteint d'une maladie rare entraînant une dégénérescence des muscles, la myasthénie. En 1976, les parents de Gregory, Volf et Malke, demandent aux autorités russes la possibilité d'émigrer pour le soigner. Ils sont alors considérés comme suspects par le KGB : Volf perd son emploi, David et Malka sont physiquement attaqués par des agents.
Edwin Hewitt, un mathématicien de l'université de Seattle, qui avait collaboré avec Gregory en 1976, apprend la situation et persuade un sénateur américain influent de faire pression sur le gouvernement russe. Une délégation parlementaire française rend visite aux Chudnovsky. Andrei Sakharov aussi attire l'attention sur le cas des Chudnovskys. Deux mois après l'attaque, vers la fin de 1977, le gouvernement russe autorise la famille à émigrer. Elle part vers la France, puis aux États-Unis. Les Chudnovsky s'installent à New York.
Leur père Volf Grigorevich Chudnovsky, victime de violence de la part du KGB en 1977, décède en 1985.
L'infirmité de Gregory l'empêche de prendre un poste à l'université Columbia et David refuse de travailler sans son frère. Les deux frères sont nommés chercheurs séniors (senior researcher) de l'université, un poste singulier, sans charge d'enseignement, qu'ils occupent jusqu'en 1996. En 1997, ils rejoignent l'université polytechnique de New York; ils y sont Distinguished Industry Professor dans le département de mathématiques et codirecteurs de l'IMAS (Institute of Mathematics and Advanced Supercomputing) dans cette université.

## Recherche
Ils travaillent sur la théorie des nombres et notamment sur le nombre π. 
Ils ont assemblé, de bric et de broc, plusieurs superordinateurs, dont l'un porte le nom de m-zero (m0) utilisant une architecture très particulière de leur conception. Il leur a permis de calculer plus d'un milliard de décimales de π, en utilisant une formule qu'ils ont découverte en 1987. La même formule a été employée pour améliorer leur record de nombreuses fois. Jusqu'en 2010, les frères Chudnovsky publient régulièrement dans des revues et colloques de théorie des nombres. Le m-zero avait été assemblé dans l'appartement de Gregory Chudnovsky. En 1992, la somme de leur investissement dans le m-zero atteignait 70.000 dollars.
Les frères travaillent aussi sur l'analyse d'images. Un de leurs succès est l'assemblage de photographies numériques haute précision prises lors de la restauration, au Metropolitan Museum of Art, de la tapisserie La Chasse à la licorne, en 1998.

## Prix et distinctions
Gregory est lauréat, en 1981, du prix MacArthur. Les deux frères reçoivent la bourse Guggenheim en 1980.

## Vie privée
Gregory Chudnovsky était marié à Christine Pardo Chudnovsky, avocate, et David Chudnovsky à Nicole Lannegrace, représentante aux Nations unies.